# Městská hromadná doprava v Česku

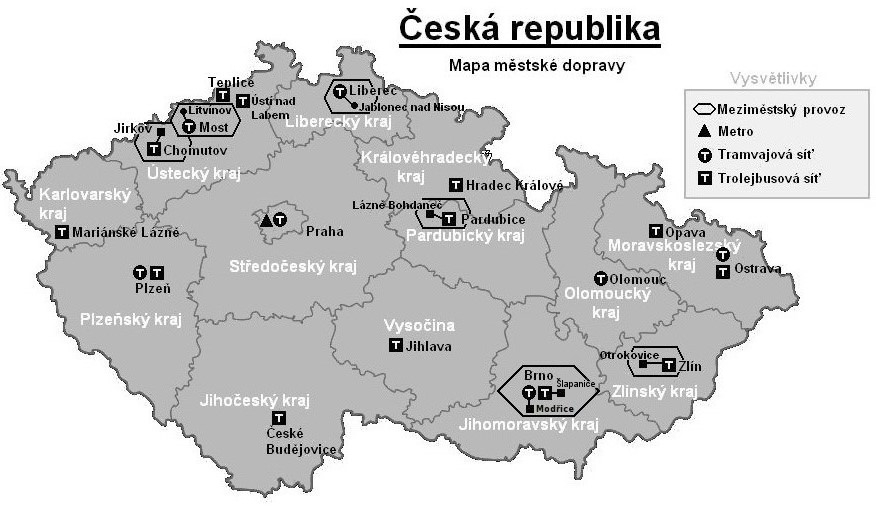
Mapa znázorňující jednotlivé provozy tramvají, trolejbusů a metra v České republice (stav před rokem 2018)

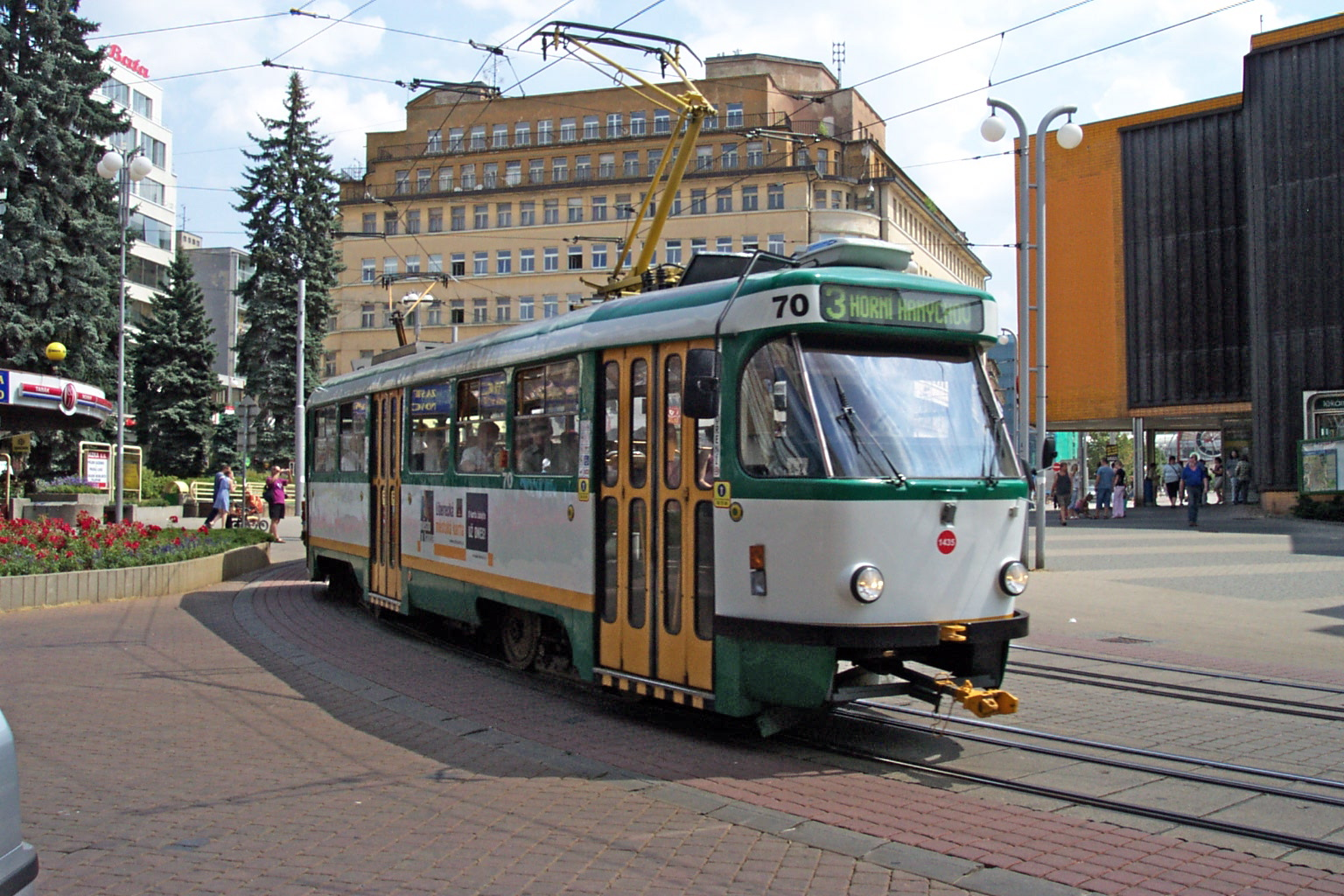
Tatra T3 patří k nejrozšířenějším typům tramvají v Česku

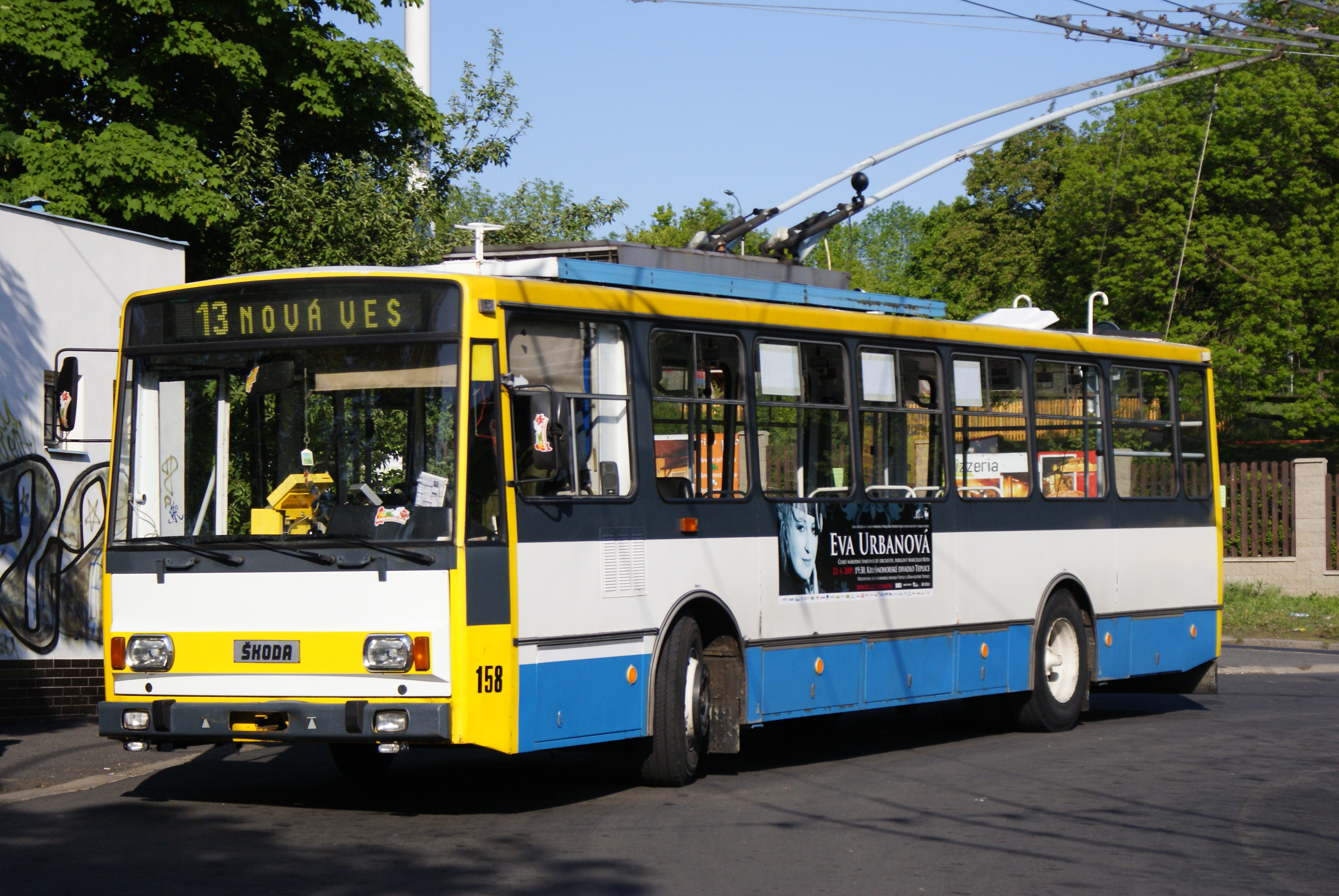
Podobně jako tramvaj T3 byl rozšířen i trolejbus Škoda 14Tr. Zde v modernizované verzi 14TrM a tradičním teplickém nátěru

Městská hromadná doprava v Česku je tvořena pražským metrem, sedmi tramvajovými, čtrnácti trolejbusovými a mnoha autobusovými provozy. Rovněž do ní lze započítat několik minibusových a skibusových provozů, vybrané lanové dráhy (Karlovy Vary, Mariánské Lázně a Praha) či některé městské a příměstské železniční úseky (v Praze například Esko / linky S). Spíše doplňkový význam má městská vodní doprava, například osm přívozů v Praze a doprava na Brněnské přehradní nádrži. 
Od poloviny devadesátých let 20. století městská hromadná doprava jednotlivých měst postupně splývá s příměstskou a regionální dopravou v rámci integrovaných dopravních systémů. Současně dochází k propojování systému hromadné dopravy s veřejnou i soukromou nehromadnou dopravou, například prostřednictvím parkovišť P+R.

## Dopravní koncepce

### Historický vývoj
Socialistické prostředí převážné části druhé poloviny 20. století ovlivnilo městskou dopravu v Česku na mnoho let dopředu, a to jak pozitivně, tak i negativně. Na jednu stranu se sjednotil například rozchod kolejí u všech tramvajových provozů (výjimkou byla pouze tramvajová síť v Liberci), či bylo vybudováno metro; na stranu druhou byla podporována hlavně autobusová doprava na úkor elektrické trakce (zrušilo se mnoho tramvajových a trolejbusových sítí). Kritici namítají, že pravými důvody pro toto bylo hlavně podpoření spotřeby levné ropy ze SSSR, k podobnému procesu však docházelo i na západ od hranic tehdejší ČSSR, a to v podstatně větší míře.
V Praze zpomalila výstavba metra, v mnohých městech místo tramvajové sítě vznikla trolejbusová; některé plány se nerealizovaly vzhledem k tísnivé finanční situaci v 90. letech vůbec. V některých městech byla rozpracována a nedokončena jedna či více dopravních koncepcí (Praha, Liberec, Plzeň, Chomutov). Na začátku 21. století se v mnoha městech optimální plány pro reorganizaci MHD stále hledají, hlavní pozornost však většinou není věnována velkým stavebním investicím, ale spíše regionální integraci dopravy a tarifním a odbavovacím systémům.

### Ekologie
Ekologické hledisko se začalo výrazněji prosazovat až v 90. letech 20. století. Za ekologicky prospěšnou je v té době považována elektrická trakce, u silniční dopravy též vozidla s nízkou produkcí škodlivých emisí, například s pohonem na zemní plyn. Na tom svou reklamní kampaň založila česká společnost Ekobus. 
Tradiční ekologické námitky jsou ovšem i proti drážní dopravě. Hygienické protihlukové předpisy brání například využití některých železničních tratí pro městskou intervalovou dopravu a jsou také příčinou, proč v hustěji zastavěných částech Prahy byla v roce 2006 omezena noční rychlost tramvají do 40 km/h. Za nepříznivý vliv na životní prostředí ve městech je považováno též trolejové vedení a nutnost častých oprav a rekonstrukcí tramvajových kolejišť. Zemní plyn i elektrická energie jsou získávány převážně z neobnovitelných zdrojů, což je také v rozporu s koncepcí trvale udržitelného rozvoje. 
Některá města a kraje přenášejí část svých kompetencí na speciální organizátorské a koordinátorské firmy, které projektují a organizují dopravní systém a zprostředkovávají smluvní vztahy s dopravci v rámci integrovaného dopravního systému.

### Financování

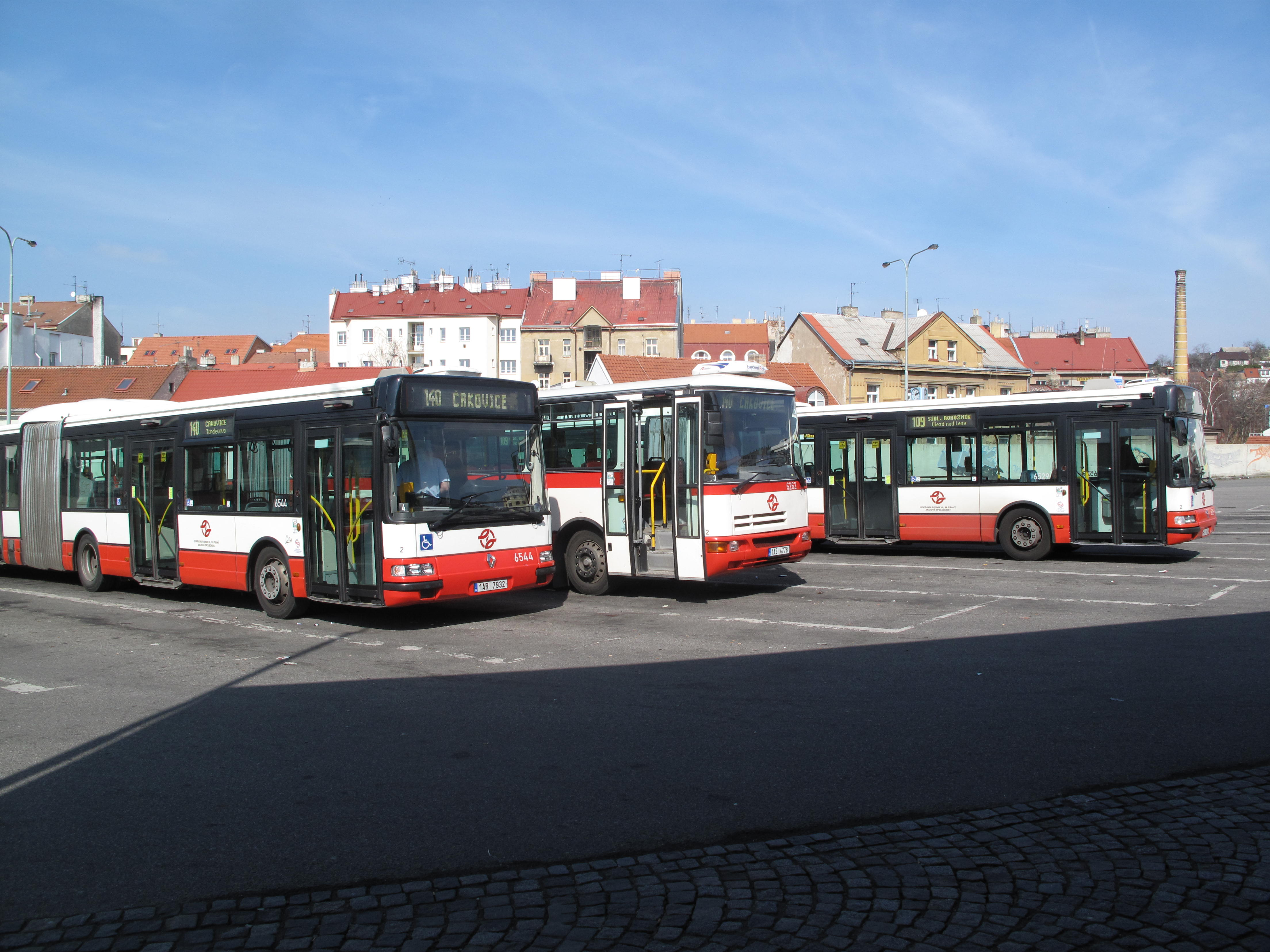
Městské autobusy v Praze na Palmovce

Městskou hromadnou dopravu obvykle z větší části dotuje město. Podle Zákona o silniční dopravě by základní dopravní obslužnost měl dotovat stát, městská doprava je však z tohoto pravidla vyjmuta. Dotace se má podle Zákona o silniční dopravě provádět formou úhrady takzvané prokazatelné ztráty, do níž je započítán i přiměřený zisk dopravce. Tržby z jízdného obvykle pokryjí čtvrtinu až polovinu nákladů. Dotační pravidla by měla být shodná, ať je dopravce vlastněn dotujícím městem, nebo patří jiným vlastníkům. 
Zhruba od roku 1997 se nezanedbatelnou součástí městské hromadné dopravy v mnoha městech staly linky k obchodním centrům (Tesco, IKEA, Carrefour, Globus apod.), jejichž provoz je obvykle plně financován provozovateli hypermarketů a pro cestující je přeprava zdarma. Tyto linky obvykle nejsou zařazeny do běžného zjednodušeného číslování městských linek a v informačním systému pro cestující obvykle nefiguruje ani číslo linky přidělené v licenci, ale podle Zákona o silniční dopravě jde většinou rovněž o linky veřejné městské autobusové dopravy.

#### Bezplatná MHD
Některá města testovala bezplatný provoz MHD. Od února 2002 do září 2007 a od března 2011 je zavedena bezplatná přeprava na lince MHD v Třeboni, přičemž využívanost MHD stoupla do roka od zavedení na dvojnásobek. Od 3. března 2008 je bezplatná přeprava na lince MHD v Hořovicích, kde roční dotace činila 750 000 Kč a zrušením desetikorunového jízdného byla zvýšena o 170 000 Kč. Od 14. června do 14. července 2009 byl vyhlášen bezplatný tarif v celé síti MHD Valašského Meziříčí a vedení města uvažuje, že by tuto formu podpory MHD zavedlo dlouhodobě. Běžná roční dotace na MHD je asi 9 milionů Kč, vícenáklady na měsíční bezplatný provoz jsou asi 0,3 milionu Kč, ročně je přepraveno asi 900 tisíc cestujících (tj. dotace činí zhruba 10 Kč na jednoho). Od 27. března 2011 je zavedena MHD zdarma ve Frýdku-Místku. Během dvou let stoupl počet cestujících o 1,4 mil. (o 38%), vícenáklady na bezplatný provoz jsou asi 10 mil. Kč ročně. Cestování zdarma je umožněno i na příměstských trasách.

## Provozovatelé
Městskou hromadnou dopravu a tramvajové nebo trolejbusové dráhy většinou provozuje v každém městě jen jeden provozovatel, někde i více provozovatelů, z nichž jeden má však dominantní postavení (například Dopravní podnik hlavního města Prahy v rámci PIDu). Ve větších městech zpravidla dominantním dopravcem je dopravní podnik, v němž výhradní nebo rozhodující majetkovou účast má samo město. Menší města si obvykle dopravce získávají ve výběrovém řízení, v němž obvykle uspěje buď některá z firem vzniklých transformacemi původních podniků ČSAD, které tuto MHD provozovaly již dříve, nebo jiné, nověji vzniklé firmy.

## Vozový park

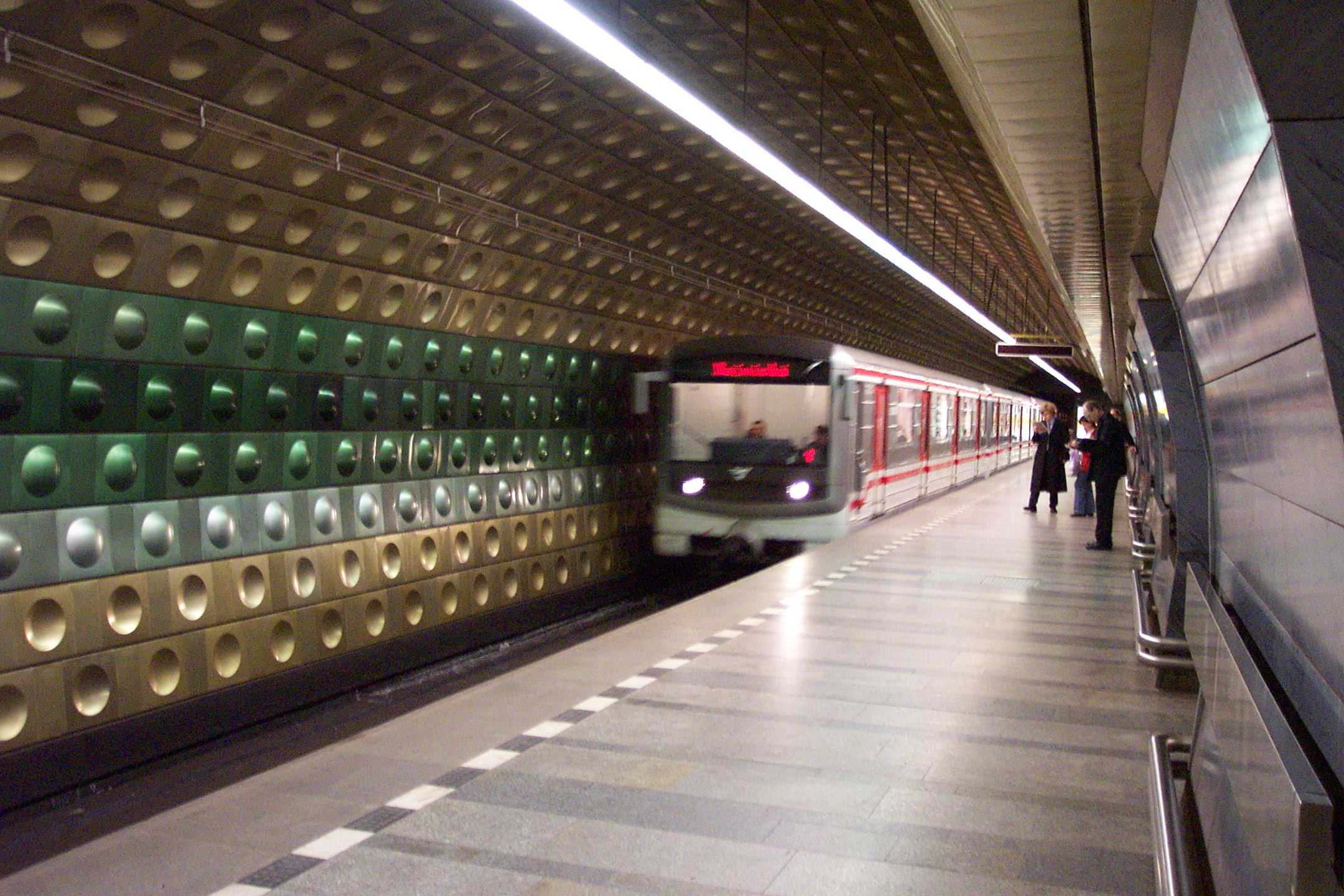
Pražské metro, jediný systém svého druhu v Česku

Vozový park českých měst byl dlouhá léta unifikován, protože města byla odkázána na jednoho centrálního výrobce (Škoda, Karosa, Ikarus). Od konce 90. let se zvyšuje podíl dalších značek vozidel (Mercedes-Benz Citaro, Solaris Urbino, SOR B 9,5).
Tramvajovou dopravu zasáhla krize, do které se v 90. letech dostal národní výrobce ČKD Tatra. Mnoho měst mělo uzavřené objednávky na mnoho tramvají, ty však byly splněné zčásti, pozdě nebo vůbec. Dalším problémem se stalo přerušení dodávek náhradních dílů pro již existující tramvajové vozy. Výroby tramvají se od konce 90. let 20. století ujal podnik Škoda Holding (tramvaje Škoda 03T (Astra a Anitra) či 14T). Stárnoucí tramvaje původem z ČKD dosahují někde již stáří i čtyřiceti let; postupně jsou modernizovány a upravovány na nízkopodlažní, vedle nich se objevují i nová článková vozidla z Plzně. 
Situace v trolejbusové dopravě připomíná kombinaci obou předešlých. Po modelu trolejbusu 14Tr, který byl provozován podstatě ve všech městech tehdejší ČSSR měl nastoupit 17Tr, mezitím však přišla sametová revoluce, národní výrobce Škoda Ostrov zaznamenal rovněž problémy. Úspěšným se stal až model 21Tr a jeho nástupce 24Tr. Kromě toho v českých městech lze potkat i trolejbusy zahraniční, nejčastěji polské, výroby (Solaris Trollino). 

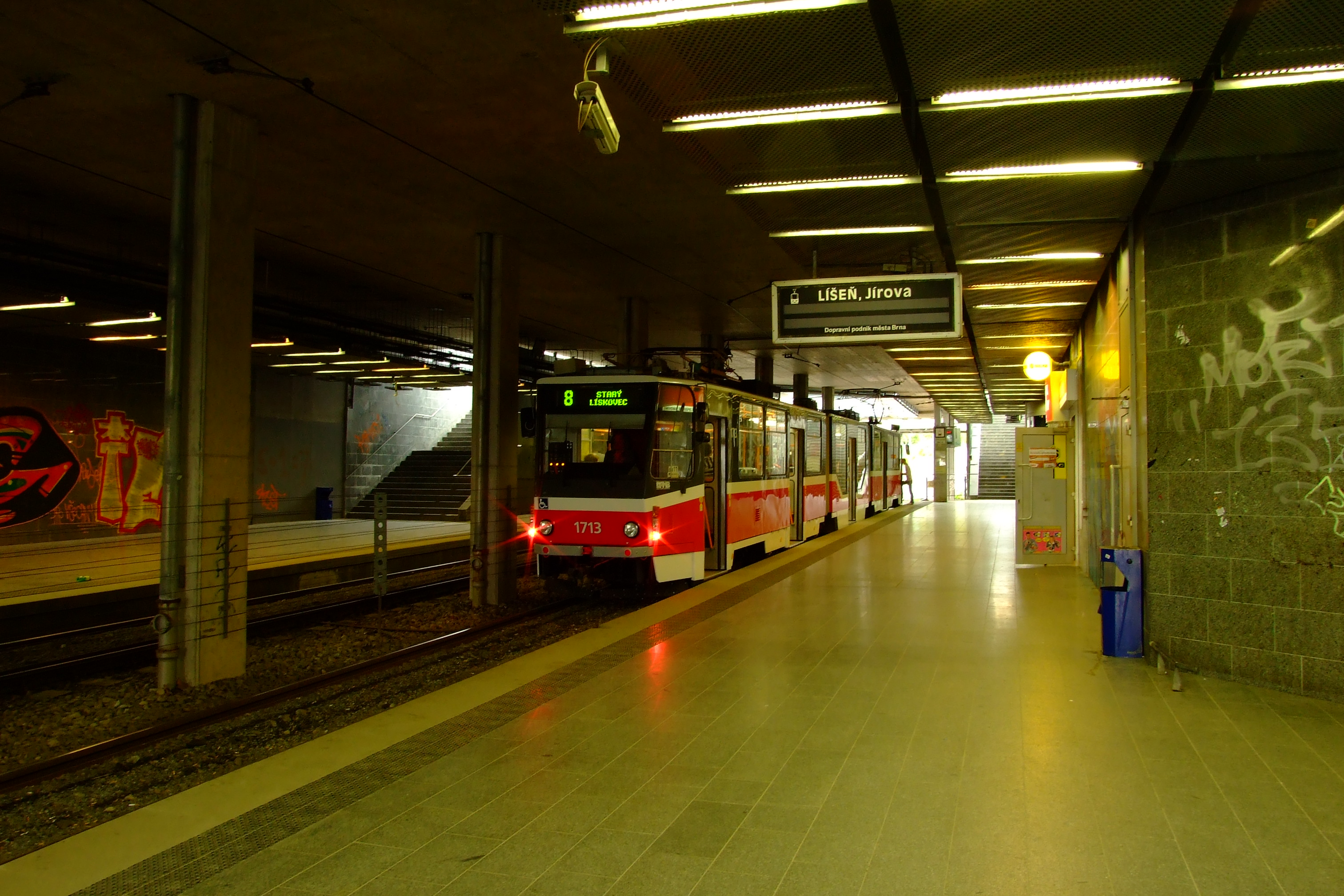
Brno-Líšeň Jírova, první podpovrchová tramvajová zastávka v Brně

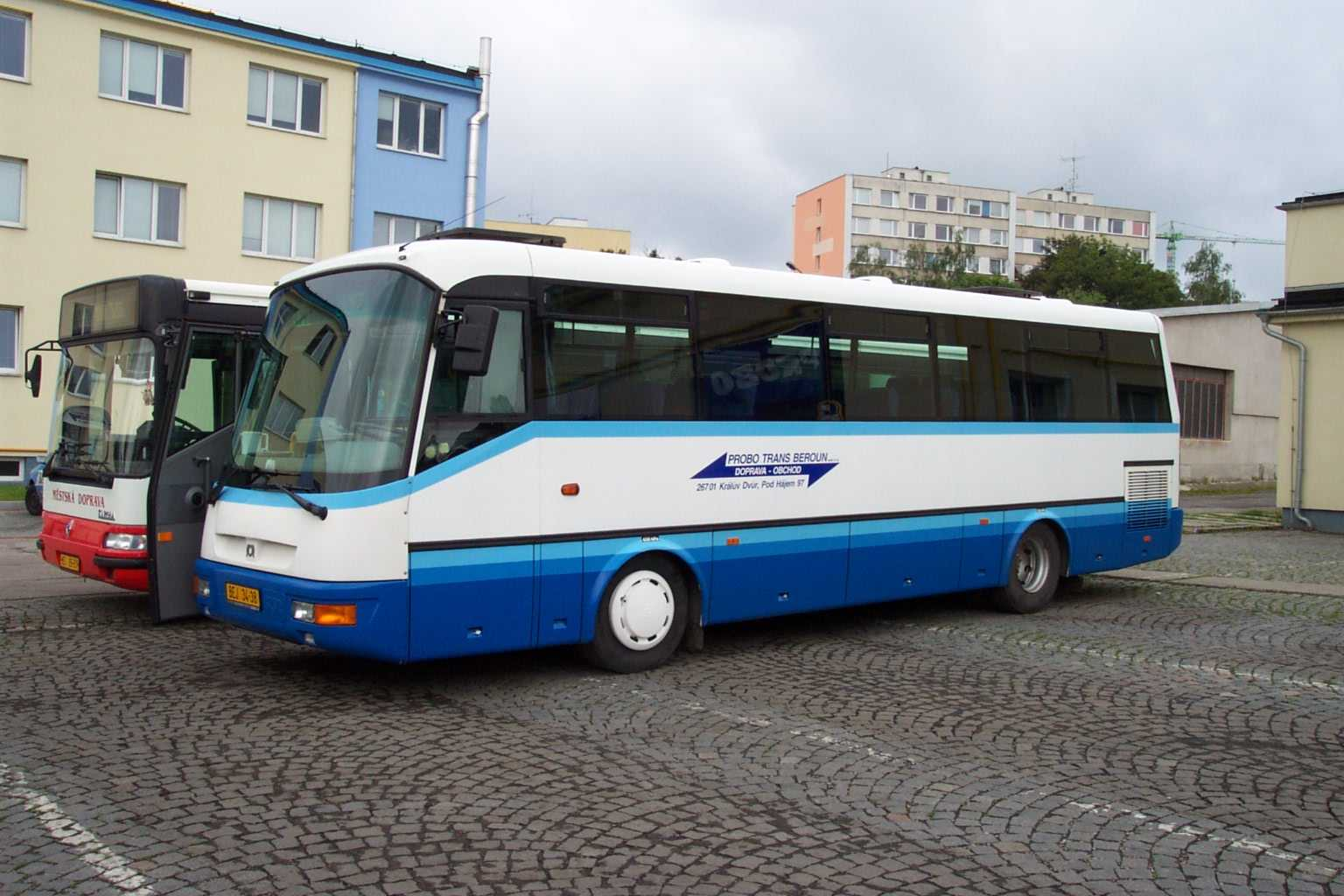
Autobus typu SOR C 9,5, konkurent Karosy

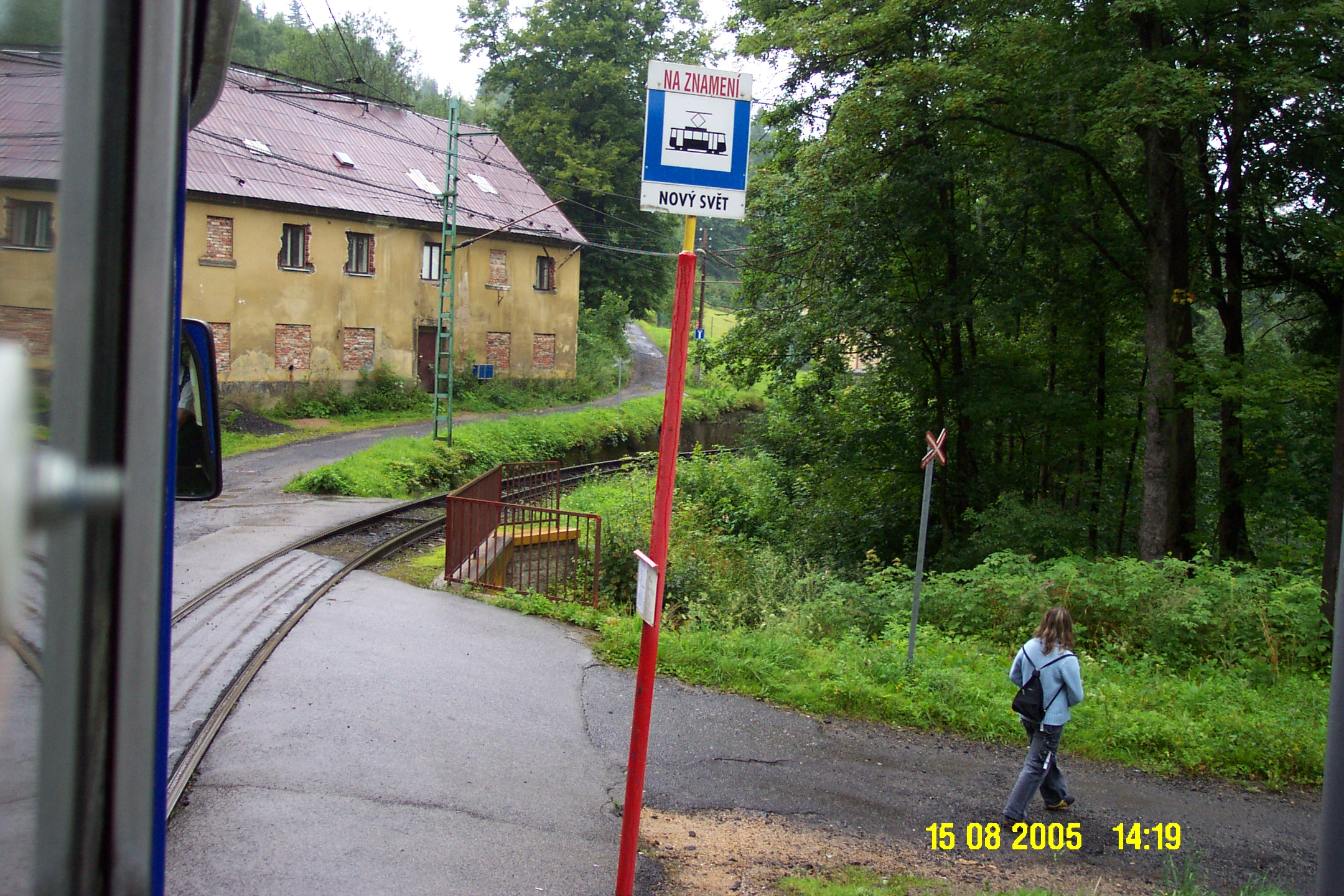
Tramvajová trať mezi Libercem a Jabloncem nad Nisou, jedna ze čtyř meziměstských tramvajových tratí v Česku

## Doprava v jednotlivých městech

### Praha
Největší systém městské hromadné dopravy v Česku je v hlavním městě Praze; síť v žádném jiném městě ČR nedosahuje ani poloviny rozsahu pražské sítě. V Praze se nachází největší tramvajový provoz, největší síť autobusů MHD a jediná podzemní dráha ve státě. Do sítě MHD je zařazena i lanová dráha na Petřín a osm přívozů. Míra závislosti fungování celého města na spolehlivé městské dopravě je zde nejvyšší; v roce 2002 došlo v souvislosti s povodněmi k výpadku metra a město se dostalo z dopravního hlediska do obtížné situace. V roce 2017 zde byl obnoven provoz trolejbusů.

### Brno
Po Praze následuje z hlediska velikosti Brno, brněnská MHD disponuje tramvajemi, trolejbusy, autobusy a loděmi. Brnu patří největší trolejbusová síť České republiky, trolejbusy zde však mají spíše jen doplňující roli. Hlavním páteřním systémem v Brně jsou tramvaje, provoz tramvají v Brně je od roku 1869 vůbec nejstarším na území státu. Do systému je rovněž zařazena rekreační lodní doprava na brněnské přehradě a uvažuje se vybudování lanovky na hrad Špilberk. Ve špičkách je brněnská síť MHD místy přetížená, město proto do územního plánu zařadilo i výstavbu brněnské podpovrchové dráhy, jednou z možných variant je podpovrchová tramvaj.

### Ostrava
Ve třetím největším městě České republiky byla MHD uvedena do provozu v roce 1894 první jízdou parní tramvaje. Po elektrifikaci jsou právě tramvaje důležitou součástí ostravského dopravního systému. V současnosti mají vyhrazená číselná označení 1 až 19 a jejich linky obsluhují nejčastěji moderní vozy Vario, starší soupravy firmy ČKD a nebo nově dodané (2018-2019) vozy Stadler Tango NF2. Trolejbusy (společně s tramvajemi) zajišťují dopravu cestujících převážně v severovýchodní části města a jejich linky používají čísla od 101 výše, obsluhují je vozy Škoda 21Tr, 26Tr a 27Tr nebo Solaris Trollino 12, 15 a 18. Zbývajícím prvkem jsou autobusy, které obsluhují zbytek Ostravy a také zařizují její propojení ze zbytkem Moravskoslezského kraje. Jim poté náleží číselná označení 20 až 99. Pro ostravskou MHD je charakteristická žluto-modro-bílá barevná kombinace, v současné době nahrazována světlemodrou barvou.

### Krajská, statutární a větší okresní města
V některých městech od 50 000 do 200 000 obyvatel (Plzeň, Liberec, Olomouc, Ústí nad Labem, Hradec Králové, České Budějovice, Pardubice, Zlín, Teplice, Most, Opava, Jihlava, Chomutov) tvoří městskou hromadnou dopravu menší tramvajové či trolejbusové sítě (v Plzni obě) s často jen pár linkami a jednou či dvěma vozovnami, doplňované desítkami linek autobusových. Výjimky tvoří asi osmdesátitisícový Havířov či sedmdesátitisícové Kladno, kde je MHD zastoupena pouze autobusovou dopravou, nebo naopak Zlín, kde je páteřní soustava celé sítě MHD tvořena trolejbusy. Z některých měst přesahují elektrifikované sítě i do sousedních měst a obcí, které spadají do příslušné městské aglomerace (například Otrokovice, Litvínov, Jablonec nad Nisou nebo Modřice).  
Ve městech okolo 50 000 obyvatel, jako je Děčín, Přerov, Prostějov, Karlovy Vary či Frýdek-Místek, je MHD mnohdy tvořena výlučně autobusovými linkami. Například v pětatřicetitisícovém Třinci MHD provozují na 16 linkách, v asi třicetitisícové Kroměříži na 8 linkách. Tramvajový provoz byl v minulosti v některých městech zrušen a nahrazen po druhé světové válce trolejbusy (Teplice, České Budějovice, Jihlava a jiné). 
V některých městech je doprava doplněna jinými formami, například lanovkami, turistickými vláčky, přívozy atd.

### Menší města
V menších okresních nebo jiných městech má městská hromadná doprava menší význam a zajišťují ji prakticky vždy jen autobusy – výjimkou je jen trolejbusová doprava v Mariánských Lázních. Většinou jde o jednu nebo několik autobusových linek, které jsou provozovány v dlouhých intervalech nebo jen ojedinělými spoji. Ve většině okresů je jedno nebo několik měst s MHD. V některých malých městech linky městské dopravy oficiálně ani nemají status městské hromadné dopravy. 
V některých případech si městská doprava zachovává svůj status i v rámci krajského integrovaného systému, v jiných menších městech s IDS z hlediska tarifu, přepravních podmínek a označování linek zcela splynula a liší se jen způsobem dotování, někdy ani to ne.  

## Mapa měst s MHD v Česku
| Adamov Aš Benešov Beroun Bílina Blansko Brandýs nad Labem · -Stará Boleslav Brno Bruntál Břeclav Bystřice nad Pernštejnem Čáslav Česká Lípa České Budějovice Český Krumlov Český Těšín Dačice Děčín Domažlice Duchcov Dvůr Králové nad Labem Frýdek · -Místek Havířov Havlíčkův Brod Hodonín Hořice Hradec Králové Hranice Cheb Chomutov Chrudim Jablonec · nad Nisou Jáchymov Jičín Jihlava Jindřichův Hradec Kadaň Karlovy Vary Karviná Kladno Klášterec nad Ohří Klatovy Kolín Kostelec · nad Orlicí Kralupy · nad Vltavou Krnov Kroměříž Kutná Hora Kyjov Liberec Litoměřice Litomyšl Louny Lovosice Mariánské Lázně Milevsko Mladá Boleslav Mníšek pod Brdy Most a Litvínov Náchod Neratovice Nové Město na Moravě Nový Jičín Olomouc Opava Orlová Ostrava Ostrov Pardubice Pelhřimov Písek Plzeň Polička Praha Prostějov Přelouč Přerov Přeštice Příbram Rokycany Roudnice · nad Labem Rychnov nad Kněžnou Říčany Slaný Sokolov Strakonice Stříbro Studénka Špindlerův Mlýn Štětí Šumperk Tábor Tachov Teplice Trutnov Třebíč Třinec Turnov Týniště · nad Orlicí Uherské Hradiště Ústí nad Labem Ústí nad Orlicí Valašské Meziříčí Varnsdorf Velké Meziříčí Vimperk Vlašim Vrchlabí Vsetín Vyškov Zábřeh Zlín a Otrokovice Znojmo Žamberk Žatec Žďár nad Sázavou Města ČR s MHD: fialově – metro, tramvaje, autobusy a trolejbusy (Praha); červeně – tramvaje, trolejbusy a autobusy; oranžově – tramvaje a autobusy; zeleně – trolejbusy a autobusy; černě – jen autobusy; (podle portálu IDOS) |